# Pierre de La Rue
Pierre de La Rue [pjer delary] někdy zvaný Pierchon, Van Straeten, de Vico nebo Platensis, (narozen kolem 1460, pravděpodobně v Tournai – 20. listopadu 1518) byl franko-vlámský renesanční hudební skladatel.
Společně s dalšími hudebníky stejné generace, jako byli například Josquin Desprez, Agricola, Brumel, Compère, Isaac, Obrecht a van Weerbeke, patří mezi hlavní představitele franko-vlámské školy kolem roku 1500.

## Život
Narodil se jako syn trumpetisty u burgundského dvora, zřejmě v Tournai, (v srdci Flanderského hrabství burgundských vévodů), v dnešní Belgii, ale o jeho raných letech toho víme jen málo. První ověřená zpráva je jeho přítomnost v katedrále v Sieně v Itálii, kde byl zaměstnán jako zpěvák v letech 1483 až 1485. Ze Sieny odešel roku 1492 do katedrály v Bois-le-Duc (v dnešním Nizozemsku), ale v následujícím roce nastoupil do císařské kapely Maxmiliána I. Po jeho smrti přešel do služeb jeho syna Filipa I. Kastilského. Po zbytek svého života působil v Bruselu, odkud ještě podnikl nejméně dvě cesty do Španělska a nějaký čas strávil také v Mechelenu a Kortrijku, kde také zemřel. Epitaf na jeho hrobě v Kortrijku praví, že měl působit také ve Francii a Uhrách, ale žádná další indicie tento výrok nepotvrzuje. Při svých cestách do Španěl se setkal s některými dalšími tzv. franko-vlámskými skladateli, kteří tvořili v téže době (např. Josquin, Isaac či Robert de Févin), přičemž tyto kontakty mohly mít zásadní vliv na vývoj jeho stylu.

## Dílo
Pierre de La Rue je autorem mnoha mší, motet, několika „Magnificat“, úprav biblických lamentací a chansonů ve francouzštině i v holandštině, a celkově měl asi nejrozmanitější repertoár ze skladatelů své generace, snad s výjimkou Josquina. Komponoval po dobu asi 20 let, počínaje svým návratem z Itálie. Dosud bylo téměř nemožné přesně datovat některou z jeho skladeb, nicméně z větší části odpovídají stylistickým tendencím kolem roku 1500.
Většina jeho mší jsou čtyř- nebo pětihlasé, ačkoli existují dvě pro šest hlasů, z nichž Missa Ave sanctissima Maria je kánon, technicky obtížné dílo hodné samotného Ockeghema. Většina z jeho mší je založena na cantu firmu, ale příležitostně napsal i parodické mše. Rád střídal texturu z důvodu kontrastu, přičemž často využíval pasáže jen o dvou hlasech vsunuté mezi části vět, kde zní všechny hlasy.
Moteta Pierra de La Rue jsou většinou čtyřhlasá. Hojně v nich užívá dominantní imitace, ale jen zřídka již od začátku skladby (na rozdíl od stylu Josquinova). Jeho 30 chansonů vykazuje rozmanitost stylů, připomínají spíše pozdní burgundský styl (jak psali například skladatelé Hayne van Ghizeghem či Gilles Binchois) a další, kteří užívali polyfonie. Zdá se, že jeho vzorem nebyla italská frottola, založená na homofonní sazbě (jíž velmi působivě užil Josquin ve svých populárních El Grillo a Scaramella ), kterou zažil v Itálii.

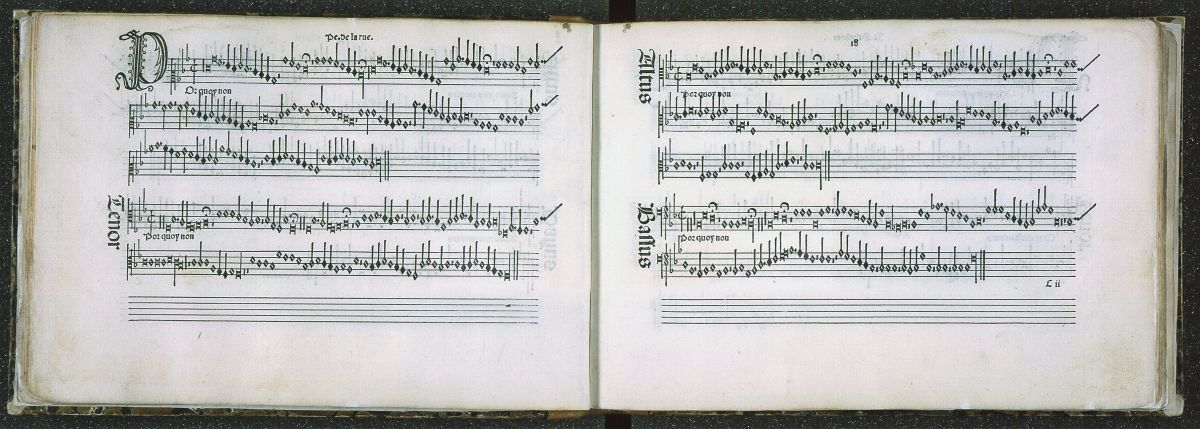
Pierre de la Rue, chanson Por quoy non v Harmonice Musices Odhecaton od Ottaviana Petrucciho (', Folio 18, zdroj: Mezinárodní muzeum a knihovna hudby (Boloňa)).

## Nahrávky
Nezisková organizace Musique en Wallonie (Hudba ve Valonsku) umožňuje setkání s díly valonských hudebníků z tohoto období včetně Pierra de la Rue

## Citace
Rabelais jej zmiňuje ve Čtvrté knize mezi ostatními skladateli.
Josquin des Prés jej rovněž zmiňuje ve svém nářku nad smrtí Johanna Ockeghema:
„Oblecte se do smutečního šatu/
Josquin, Pirchou, Brumel, Compère,/
A plačte velké slzy z očí,/
Ztratili jste svého dobrého otce.“